# PNMA1
PNMA1 (англ. Paraneoplastic Ma antigen 1) – білок, який кодується однойменним геном, розташованим у людей на 14-й хромосомі. Довжина поліпептидного ланцюга білка становить 353 амінокислот, а молекулярна маса — 39 761.
| 10         |  | 20         |  | 30         |  | 40         |  | 50         |
| ---------- |  | ---------- |  | ---------- |  | ---------- |  | ---------- |
| MAMTLLEDWC |  | RGMDVNSQRA |  | LLVWGIPVNC |  | DEAEIEETLQ |  | AAMPQVSYRM |
| LGRMFWREEN |  | AKAALLELTG |  | AVDYAAIPRE |  | MPGKGGVWKV |  | LFKPPTSDAE |
| FLERLHLFLA |  | REGWTVQDVA |  | RVLGFQNPTP |  | TPGPEMPAEM |  | LNYILDNVIQ |
| PLVESIWYKR |  | LTLFSGRDIP |  | GPGEETFDPW |  | LEHTNEVLEE |  | WQVSDVEKRR |
| RLMESLRGPA |  | ADVIRILKSN |  | NPAITTAECL |  | KALEQVFGSV |  | ESSRDAQIKF |
| LNTYQNPGEK |  | LSAYVIRLEP |  | LLQKVVEKGA |  | IDKDNVNQAR |  | LEQVIAGANH |
| SGAIRRQLWL |  | TGAGEGPAPN |  | LFQLLVQIRE |  | EEAKEEEEEA |  | EATLLQLGLE |
| GHF        |  |            |  |            |  |            |  |            |

A: Аланін

C: Цистеїн

D: Аспарагінова кислота

E: Глутамінова кислота

F: Фенілаланін

G: Гліцин

H: Гістидин

I: Ізолейцин

K: Лізин

L: Лейцин

M: Метіонін

N: Аспарагін

P: Пролін

Q: Глутамін

R: Аргінін

S: Серин

T: Треонін

V: Валін

W: Триптофан

Кодований геном білок за функцією належить до пухлинних антигенів. 
Локалізований у ядрі.